# 장경애
장경애(1946년 9월 5일~)는 대한민국의 천체물리학자로, 중력렌즈에 관한 연구로 가장 잘 알려져 있으며, 1978년에는 그녀의 연구 결과가 네이처에 실렸다. 현재는 청주대학교 명예교수로 활동 중이다.